# Lasy Liwskie
Lasy Liwskie - lasy na zachód od północnej odnogi jeziora Drwęckiego. Charakteryzuje się zróżnicowanym drzewostanem, przeważnie iglastym. Teren mocno pofałdowany,
z licznymi bagnami i jeziorami śródleśnymi. Jedno z nich jez Czarne rezerwat poryblina. Lasy przecina linia kolejowa (nieczynna) Ostróda-Morąg i Kanał Elbląski. Na zachodzie wieś Liwa.